# 穂積良行
穂積 良行（ほづみ よしゆき、1935年2月15日 - 2020年7月26日）は、日本の政治家。衆議院議員(4期)。福島県西白河郡表郷村（現・白河市）出身。

## 略歴
福島県立白河高等学校、東京大学法学部第2類（公法コース）卒業後、農林水産省に入省し九州農政局長などを歴任する。1986年（昭和61年）の第38回衆議院議員総選挙では、元自治大臣の渋谷直蔵の地盤を継いで、自由民主党公認で旧福島2区から出馬し初当選。河本派に所属し、自治政務次官、衆議院農林水産委員長、自由民主党福島県連会長などを歴任する。小選挙区比例代表並立制となった1996年（平成8年）の第41回衆議院議員総選挙では荒井広幸とコスタリカ方式をとり比例東北ブロック単独で当選。2000年（平成12年）の第42回衆議院議員総選挙では福島3区より立候補するも玄葉光一郎に敗北。直後に政界を引退した。2005年、旭日重光章受章。2020年7月26日に東京都杉並区の病院で死去、85歳没。
元秘書に石川町長の西牧立博がいる。

## 政策
選択的夫婦別姓制度導入に賛成。